# NGC 2861
NGC 2861 este o hi (21cm) source⁠(d) situată în constelația Hidra. A fost descoperită în 28 martie 1864 de către Albert Marth. Se află la o distanță de 73,8 de megaparseci de Pământ.